# All on Account of a Jug
All on Account of a Jug è un cortometraggio muto del 1914 diretto da Tom Ricketts. Prodotto dalla American Film Manufacturing Company e sceneggiato da J. Edward Hungerford, il film aveva come interpreti George Field, Ida Lewis, John Steppling, Harry De Vere, William Tedmarsh.

## Produzione
Il film fu prodotto dall'American Film Manufacturing Company.

## Distribuzione
Distribuito dalla Mutual Film, il film - un cortometraggio in una bobina - uscì nelle sale cinematografiche degli Stati Uniti il 31 luglio 1914.